# سمعان (إب)

تعديل مصدري - تعديل

سمعان محلة تابعة لقرية ذى شيبة، التابعة لعزلة شعب يافع بمديرية إب إحدى مديريات محافظة إب في الجمهورية اليمنية.، بلغ تعداد سكانها 128 حسب تعداد اليمن لعام 2004.